# Каллмен (Алабама)
Каллмен (англ. Cullman) — місто (англ. city) в США, в окрузі Каллмен штату Алабама. Населення — 18 213 особи (2020).

## Географія

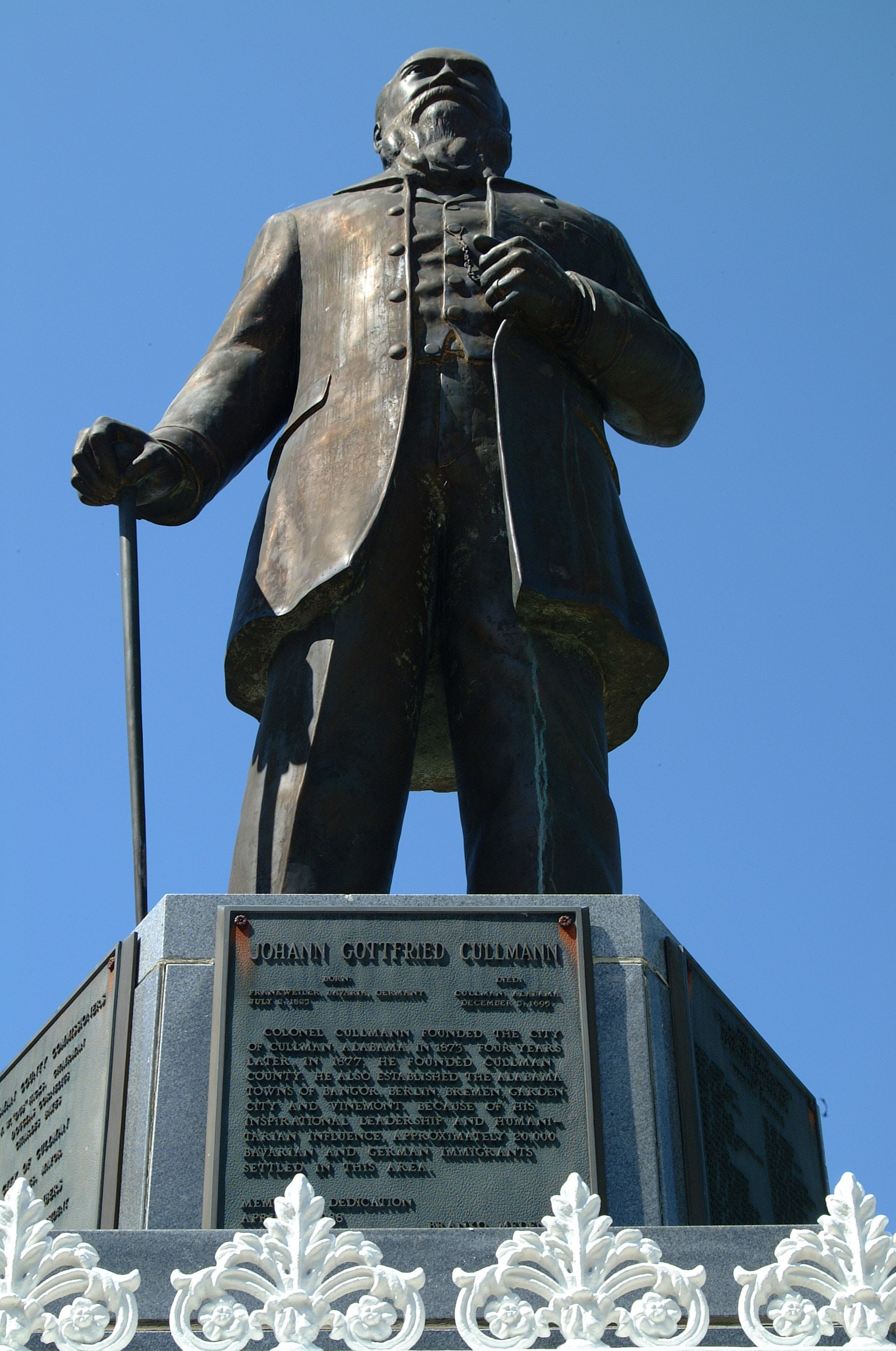
Полковник Джон Готтфрід Каллмен

Каллмен розташований за координатами 34°10′46″ пн. ш. 86°50′27″ зх. д. / 34.17944° пн. ш. 86.84083° зх. д. (34.179337, -86.840793). За даними Бюро перепису населення США в 2010 році місто мало площу 53,28 км², з яких 50,19 км² — суходіл та 3,10 км² — водойми.

## Історія
Каллмен був заснований в 1873 році полковником Джоном Готтфрідом Каллменом. Він приїхав в Америку в 1866 році, змушений покинути своє рідне місто Франквейлер в землі Рейнланд-Пфальц на заході Німеччини. З 1987 року батьківщина засновника міста Франквейлер є містом-побратимом Каллмена. Після переїзду Каллмен жив короткий час в Цинциннаті, штат Огайо. Він мріяв про колонію для німецьких біженців таких, як і він сам, і знайшов ідеальне місце для своєї колонії в Північній Алабамі. Після покупки землі у залізниці, Каллмен вирішив зробити свою мрію реальністю. Він зіграв важливу роль в ранньому розвитку та зростанні міста, але ніколи не займав державних посад. Перші сім'ї прибули в 1873 році, і місто Каллмен було зареєстровано в 1874 році. Однойменний округ був створений в 1877 році.

## Міська влада
Міська влада Каллмена складається з мера та п'яти членів міської ради.

## Демографія
Згідно з переписом 2010 року, у місті мешкало 14 775 осіб у 6237 домогосподарствах у складі 3829 родин. Густота населення становила 277 осіб/км². Було 6957 помешкань (131/км²).
Расовий склад населення:
| - 93,4 % — білих - 0,9 % — чорних або афроамериканців - 0,9 % — азіатів - 0,3 % — корінних американців - 3,4 % — осіб інших рас |

До двох чи більше рас належало 1,1 %. Частка іспаномовних становила 8,2 % від усіх жителів.
За віковим діапазоном населення розподілялося таким чином: 22,5 % — особи молодші 18 років, 58,0 % — особи у віці 18—64 років, 19,5 % — особи у віці 65 років та старші. Медіана віку мешканця становила 39,7 року. На 100 осіб жіночої статі у місті припадало 89,9 чоловіків; на 100 жінок у віці від 18 років та старших — 85,7 чоловіків також старших 18 років.
Середній дохід на одне домашнє господарство становив 52 777 доларів США (медіана — 38 746), а середній дохід на одну сім'ю — 67 485 доларів (медіана — 47 790). Медіана доходів становила 40 744 долари для чоловіків та 34 597 доларів для жінок. За межею бідності перебувало 21,9 % осіб, у тому числі 29,7 % дітей у віці до 18 років та 16,9 % осіб у віці 65 років та старших.
Цивільне працевлаштоване населення становило 6068 осіб. Основні галузі зайнятості: освіта, охорона здоров'я та соціальна допомога — 26,2 %, роздрібна торгівля — 15,5 %, виробництво — 11,8 %, науковці, спеціалісти, менеджери — 8,7 %.

## Відомі мешканці

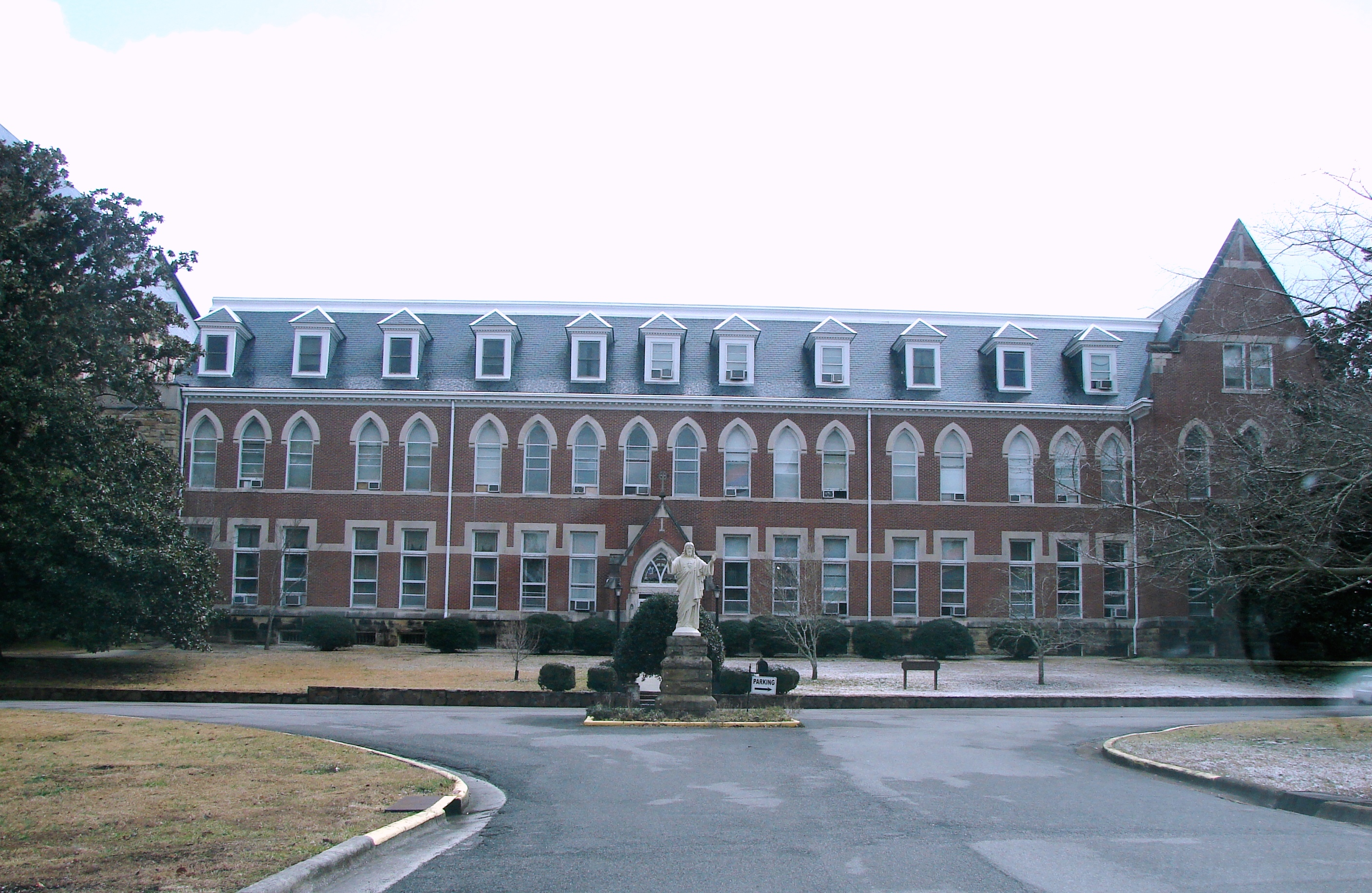
Монастир Святого Серця сестер Бенедиктинок

В Каллмені народився Ченнінг Тейтум (1980) — відомий американський актор, продюсер та модель.